# Gemma Frisius
Gemma Frisius (født Jemme Reinerszoon; 9. december 1508 , død 25. maj 1555), var en læge, matematiker, kartograf, filosof og instrumentmager. Han skabte vigtige globusser, forbedrede tidens matematiske instrumenter og anvendte matematik på nye måder i forbindelse med overvågning og navigation. Gemmas ringe er opkaldt efter ham.

## Liv og gerning
Frisius blev født i Dokkum, Friesland (nutidige Holland), af fattige forældre, der døde, da han var ung. Han flyttede til Groningen og studerede senere i udlandet ved Leuvens Universitet (Louvain) i Belgien fra 1525. Han blev uddannet læge i 1536 og forblev ved Leuvens medicinske fakultet resten af sit liv, hvor han foruden undervisningen i medicin også underviste i matematik, astronomi og geografi. Hans ældste søn, Cornelius Gemma, redigerede et posthumt volumen af hans arbejde og fortsatte med at arbejde med ptolemaiske astronomiske modeller.

### Producent af globusser
En af hans mest indflydelsesrige lærere i Leuven var Franciscus Monachus, som omkring 1527 havde udformet en berømt globus i samarbejde med Leuvens guldsmed Gaspar van der Heyden. Under ledelse af Monachus og med teknisk bistand fra Van der Heyden oprettede Frisius et værksted for at producere globusser og matematiske instrumenter, som blev rost for deres kvalitet og nøjagtighed af samtidige astronomer som Tycho Brahe. Af særlig berømmelse var en jordklode fra 1536 og den himmelske klode fra 1537. På den første af disse er Frisius betegnet som skaberen med teknisk assistance fra Van der Heyden og gravering af Gerardus Mercator, der var en elev af Frisius på dette tidspunkt. På den anden globus nævnes Mercator som medforfatter.

### Triangulering
I 1533 beskrev han for første gang den metode til triangulering, der stadig anvendes i dag ved opmåling. Efter at have etableret en basislinje, for eksempel i dette tilfælde, byerne Bruxelles og Antwerpen, blev placeringen af andre byer, fx Middelburg, Gent osv. fastlagt, hvilken findes ved at tage en kompasretning fra hver ende af basislinjen og plotte hvor de to retninger krydser. Dette var kun en teoretisk præsentation af konceptet - på grund af topografiske begrænsninger er det umuligt at se Middelburg såvel fra Bruxelles som fra Antwerpen. Ikke desto mindre blev figuren snart kendt over hele Europa.
Tyve år senere, omkring 1553, var han den første til at beskrive, hvordan et præcist ur kunne bruges til at bestemme længdegrader. Jean-Baptiste Morin (1583-1656) troede ikke på, at Frisius metode til beregning af længdegrader ville fungere og bemærkede: "Jeg ved ikke, om djævelen vil lykkes med at udarbejde et skibskronometer, men det er dumhed for mennesket at prøve."
Frisius skabte eller forbedrede mange instrumenter, herunder Jakobsstaven, astrolabiet og de astronomiske ringe (også kendt som "Gemmas ringe"). Hans studerende omfattede Gerardus Mercator (som blev hans samarbejdspartner), Johannes Stadius, John Dee, Andreas Vesalius og Rembert Dodoens.

### Død
Frisius døde i Leuven i en alder af 46 år. Ifølge en redegørelse fra hans søn, Cornelius, døde Gemma af nyresten, som han havde lidt af i mindst 7 år. 

## Hæder
Et månekrater er blevet opkaldt efter ham. Gualterus Arsenius, en videnskabelig instrumentmager i det 16. århundrede, var hans nevø.

## Forfatterskab
- Cosmographia (1529) von Petrus Apianus, annotated by Gemma Frisius
- De principiis astronomiae et cosmographiae (1530)
- De usu globi (1530)
- Libellus de locorum describendorum ratione (1533)
- Arithmeticae practicae methodus facilis (1540)
- De annuli astronomici usu[6] (1540)
- De radio astronomico et geometrico (1545)
- De astrolabio catholico (1556)

- Side fra Cosmographia
- Forside til Arithmeticae practicae methodus facilis